# Communauté de communes de la Baie du Cotentin
Die Communauté de communes de la Baie du Cotentin ist ein französischer Gemeindeverband mit der Rechtsform einer Communauté de communes im Département Manche in der Region Normandie. Sie wurde am 1. Januar 2014 gegründet und umfasst 23 Gemeinden (Stand: 1. Januar 2019). Der Verwaltungssitz befindet sich in der Commune nouvelle Carentan-les-Marais.

## Historische Entwicklung
Durch den Zusammenschluss der Communauté de communes de Carentan-en-Cotentin und der Communauté de communes de Sainte-Mère-Église ist der Gemeindeverband entstanden.
Dazu kommen die Gemeinden Houtteville  (aus der Communauté de communes de La Haye-du-Puits) und Tribehou und Montmartin-en-Graignes (aus der Communauté de communes de la Région de Daye).
Mit Wirkung vom 1. Januar 2019 gingen die ehemaligen Gemeinden Brucheville, Catz, Montmartin-en-Graignes, Saint-Hilaire-Petitville und Vierville und die ehemalige Commune nouvelle Carentan-les-Marais in die gleichnamige Commune nouvelle Carentan-les-Marais auf, und die ehemaligen Gemeinden Carquebut und Ravenoville gingen mit der ehemaligen Commune nouvelle Sainte-Mère-Église in die gleichnamige Commune nouvelle Sainte-Mère-Église auf. Dadurch verringerte sich die Anzahl der Mitgliedsgemeinden auf 23.

## Mitgliedsgemeinden
| Gemeinde                                      | Einwohner 1. Januar 2022 | Fläche km² | Dichte Einw./km² | Code INSEE | Postleitzahl        |
| --------------------------------------------- | ------------------------ | ---------- | ---------------- | ---------- | ------------------- |
| Appeville                                     | 193                      | 13,20      | 15               | 50016      | 50500               |
| Audouville-la-Hubert                          | 76                       | 6,40       | 12               | 50021      | 50480               |
| Auvers                                        | 689                      | 18,76      | 37               | 50023      | 50500               |
| Baupte                                        | 428                      | 2,29       | 187              | 50036      | 50500               |
| Beuzeville-la-Bastille                        | 147                      | 4,34       | 34               | 50052      | 50360               |
| Blosville                                     | 322                      | 4,22       | 76               | 50059      | 50480               |
| Boutteville                                   | 59                       | 1,82       | 32               | 50070      | 50480               |
| Carentan-les-Marais                           | 10.220                   | 133,29     | 77               | 50099      | 50480, 50500, 50620 |
| Étienville                                    | 376                      | 7,36       | 51               | 50177      | 50360               |
| Hiesville                                     | 72                       | 4,03       | 18               | 50246      | 50480               |
| Liesville-sur-Douve                           | 214                      | 5,24       | 41               | 50269      | 50480               |
| Méautis                                       | 648                      | 16,98      | 38               | 50298      | 50500               |
| Neuville-au-Plain                             | 84                       | 4,70       | 18               | 50373      | 50480               |
| Picauville                                    | 3.222                    | 64,89      | 50               | 50400      | 50250               |
| Saint-André-de-Bohon                          | 369                      | 10,43      | 35               | 50445      | 50500               |
| Saint-Germain-de-Varreville                   | 109                      | 5,81       | 19               | 50479      | 50480               |
| Saint-Martin-de-Varreville                    | 170                      | 8,36       | 20               | 50517      | 50480               |
| Sainte-Marie-du-Mont                          | 694                      | 26,98      | 26               | 50509      | 50480               |
| Sainte-Mère-Église                            | 2.910                    | 52,27      | 56               | 50523      | 50480               |
| Sébeville                                     | 34                       | 2,88       | 12               | 50571      | 50480               |
| Terre-et-Marais                               | 1.288                    | 35,59      | 36               | 50564      | 50500               |
| Tribehou                                      | 511                      | 9,97       | 51               | 50606      | 50620               |
| Turqueville                                   | 127                      | 5,21       | 24               | 50609      | 50480               |
| Communauté de communes de la Baie du Cotentin | 22.962                   | 445,02     | 52               | –          | –                   |